# Notoplites antarcticus
Notoplites antarcticus är en mossdjursart som först beskrevs av Campbell Easter Waters 1904.  Notoplites antarcticus ingår i släktet Notoplites och familjen Candidae. Inga underarter finns listade i Catalogue of Life.